# Mappleborough Green
Mappleborough Green est un village et une paroisse civile du Warwickshire, en Angleterre.